# The Ball of Fortune
Pour plus de détails, voir Fiche technique et Distribution.
The Ball of Fortune est un film britannique réalisé par Hugh Croise, sorti en 1926. Tiré du roman de Sydney Horler, ce film met en scène le légendaire Billy Meredith dans le rôle de l'entraîneur. Ce fut le premier film consacré au football à bénéficier d'une campagne publicitaire massive et d'une distribution touchant presque toutes les salles des îles britanniques.

## Synopsis
Un homme sans le sou rejoint une équipe de football et épouse la fille de l'entraîneur.

## Fiche technique
- Titre : The Ball of Fortune
- Réalisation : Hugh Croise
- Production : Mercury Film Service
- Durée : 87 minutes
- Date de sortie : 
  - Royaume-Uni : 18 juin 1926 (Londres)
  - Royaume-Uni : 30 août 1926

## Distribution
- Billy Meredith : lui-même en tant qu'entraîneur
- James Knight : Dick Huish
- Mabel Poulton : Mary Wayne
- Geoffrey B. Partridge : M. Wayne
- Mark Barker : Bent
- Dorothy Boyd
- John Longden
- Patrick Aherne